# Шейх Анта Діоп
Шейх Анта Діоп (фр. Cheikh Anta Diop; нар. 29 грудня 1923, Тейейту — 7 лютого 1986, Дакар) — сенегальський громадський діяч, історик доколоніальної Африки, лінгвіст, філософ, соціолог і фізик; доктор соціальних наук Паризького університету (спеціалізація з ядерної хімії). Ідеолог Афроцентризму. Виступав зі своїм проектом Федеральної держави Чорна Африка. Володів мовою волоф. Його ім'я присвоєно Дакарському Університету у березні 1987 року. Наукові праці Діопа написані французькою, перекладалися англійською. У 1996 році сенегальці провели в Дакарі конференцію пам'яті Шейха Анта Діопа: «Африканський ренесанс на зорі третього тисячоліття».

## Біографія
Народився в родині Волофів у 1923 році. У 23 роки розпочав навчання в Парижі. Він провів там 15 років і вивчав фізику у Фредеріка Жоліо-Кюрі, зятя Марії Кюрі, а також переклав частини теорії відносності Ейнштейна на свою рідну мову Волоф. Анта Діоп також вивчав історію Африки, єгиптологію, лінгвістику, антропологію та економіку.
У 1951 році Діоп представив свою дисертацію в Паризькому університеті. У ньому він розвинув гіпотезу про те, що стародавні єгиптяни були чорношкірими африканцями і що створена ними висока культура представляла споконвічно (чорну) африканську цивілізацію. Його гіпотезу спочатку відхилили, але Діоп працював над дисертацією дев'ять років і привів нові й кращі докази. У 1960 році він успішно закінчив дисертацію та отримав ступінь доктора.
У 1955 році Анта Діоп опублікував книгу про свою гіпотезу під назвою Nations nègres et culture (Чорні нації і культура).
Відносини між Єгиптом і Грецією були центром його дослідження. Багато грецьких вчених, наприклад Піфагор, були в Єгипті для вивчення математики. Кажуть, що Піфагор пробув в Африці 22 роки. Дебати між Шейхом Антою Діопом і його колишніми противниками зараз продовжуються в дискусії Чорної Афіни щодо суперечливих тез британського історика Мартіна Берналса, який стверджує, що Єгипет мав вплив на культуру Стародавньої Греції.
На його думку, цивілізаційні дебати призвели до того, що багато вчених почали розглядати африканський континент як tabula rasa або створювати расистську теорію Хаміта. За словами Анта Діопа, чорношкірі африканці не тільки створили цивілізації (Королівство Бенін, Королівство Куш, Малі, Сонгхай, Гана, Суахілі, Велике Зімбабве, Аксум, Канем-Борну і особливо Єгипет), але й опанували технологію видобутку металу, та його переробки, що і викликало прогресивну урбанізацію. Такі міста, як Бенін або Ойо, навіть посилали студентів і послів до Португалії. Ситуація різко змінилася з відкриттям Америки в 1492 році та работоргівлею. За словами Анта Діопа, африканські культури поступово знищувалися колонізацією та работоргівлею.
Шейх Анта Діоп — засновник афроцентричної єгиптології. На його думку, контакт між Африкою та Європою почався не у 18 столітті, а століттями раніше, серед іншого, присутність африканських учених у Європі задокументовано дуже рано.